# Єлисаветградське земське реальне училище

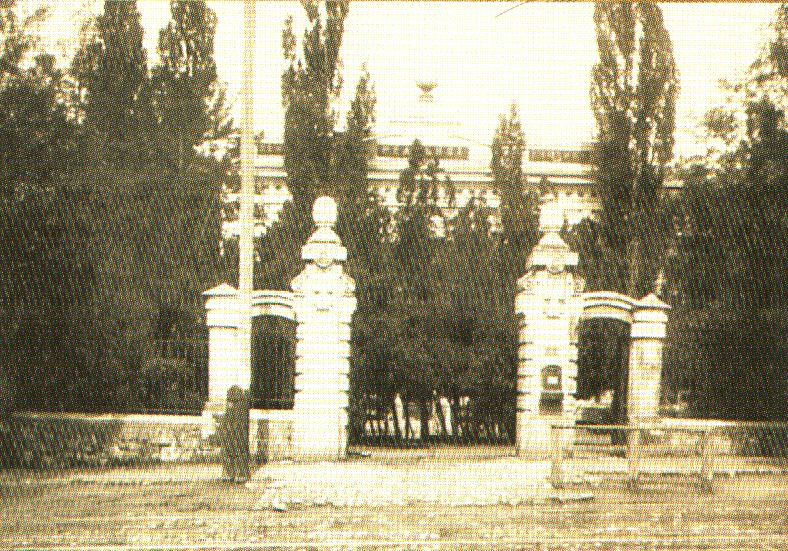
Єлисаветградське земське реальне училище, брама, фото поч. ХХ ст.

Єлисаветгра́дське зе́мське реа́льне учи́лище — реальне училище у Єлисаветграді (тепер Кропивницький), перший заклад середньої освіти в місті, що існувало від 1870 року до кінця 1910-х років.

## З історії закладу
Уперше питання про відкриття в Єлисаветграді земського реального училища було порушено повітовим земством ще в 60-і рр. XIX ст., коли в Російській імперії відбулася низка реформ у багатьох сферах життя. В ці роки загострилися питання про реальну освіту молоді. Як свідчить О. М. Пашутін в «Историческом очерке Елисаветграда» за 1897 рік:
|  | «До 1870 року місто лишалось без середнього чоловічого навчального закладу. Існуюче тут дотепер повітове училище, військова гімназія і духовне училище як навчальні заклади нижчого розряду не задовільняли потреб міста…» Оригінальний текст (рос.) До 1870 года город оставался без среднего мужского учебного заведения. Существующие здесь до этого времени уездное училище, военная гимназия и духовное училище как учебные заведения низшего разряда не удовлетворяли запросов города |

Однак уряд не знаходив можливості відкрити будь-який середній заклад за рахунок держави.
Нарешті, 1870 року в Єлисаветграді було відкрито 7-класне чоловіче училище за програмою гімназії. За свідченнями все того ж О. М. Пашутіна, реальне училище спершу відкрили в приватному кам'яному двоповерховому будинку, розташованому на Палацовій вулиці навпроти драматичного театру, який належав поручику Саморалову.

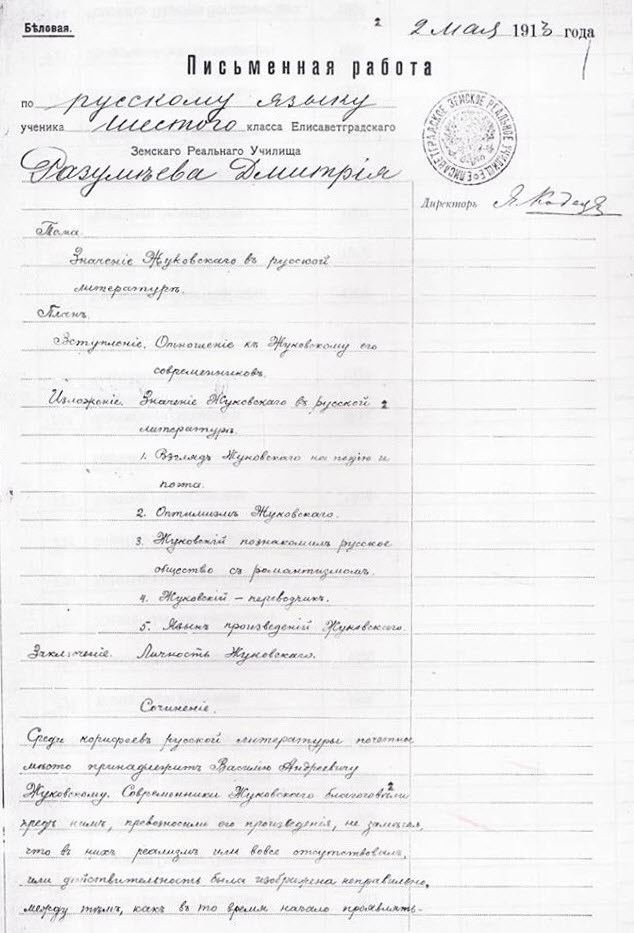
Зразок письмової роботи (твору) з російської мови учня 6 класу училища

У 1873 році з приватного будинку училище було переведено в спеціально для нього збудовану споруду, яка зазнавала частих ремонтувань. У своєму первісному вигляді будинок проіснував до кінця 1890-х років. У цей період здійснюється давній задум земства збудувати для училища новий корпус-пансіонат для немісцевих учнів і домову церкву та іконостас при ній.
Значні труднощі настали для училища під час Першої світової війни — у 1915—17 роки в приміщеннях як самого училища, так і в церкві при ньому постійно на літній період розміщувалися різні евакуйовані установи — жіноча гімназія, міське початкове училище, різні військові частини; крім того в цей же час споруду училища займали під військовий шпиталь. Вже по Жовтневому перевороті (1917) в ході численних реорганізацій у 1918—20 рр. Єлисаветградське земське реальне училище фактично припиняє свою діяльність.

## Розсадник вільнодумства і українства

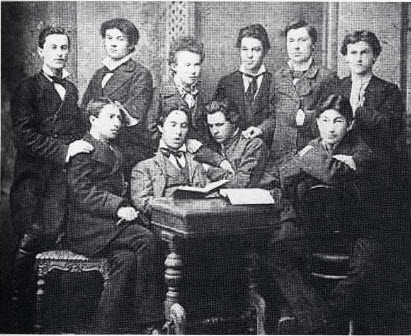
«Реалісти», 1881-й. Крайній з правого боку — Тарковський (стоїть), третій зліва — Чикаленко (сидить)

## Відомі викладачі, студенти і випускники
Наприкінці XIX — початку ХХ ст.ст. в земському реальному училищі в Єлисаветграді викладали та проводили наукову діяльність видатні вчені, серед яких — основоположник слов'янської філології професор В.Григорович, історик і археолог В. Ястребов, вчений і дослідник природи Г. Блізнін, талановиті художники — засновник вечірніх рисувальних класів П. Крестоносцев, художники-викладачі — Ф. Козачинський, А. Ольшанський, П. Сорока, П. Криштальов, М. Нікольський. Це училище закінчили відомі художники О. Осмьоркін, З. Рибак, П. Покаржевський.
Єлисаветградське земське реальне училище стало Alma mater для багатьох видатних єлисаветградців. Його випускниками є відомі письменники, художники, актори, музиканти. Серед них — видатні актори Микола Садовський, Панас Саксаганський, Гнат Юра, композитор і диригент Кароль Шимановський, видатний поет Євген Маланюк, письменник Юрій Яновський, меценат української культури Євген Чикаленко, журналіст і громадський діяч Олександр Тарковський (батько Арсенія Тарковського, дід Андрія Тарковського), один із провідних європейських фахівців з теорії нації та національних відносин першої половини 20 століття Ольгерд-Іполит Бочковський, академік Георгій Проскура, декілька поколінь учнів з династії відомих військових діячів Емануелів, династія громадських діячів і благодійників Ерделі.

## Виноски
1. ↑  Пашутин А.Н. Исторический очерк г. Елисаветграда. Лито-Типография Бр. Шполянских. г.Елисаветград, 1897., Кіровоград, 1992
2. ↑  Классова О. А. Історія створення іконостасу домової церкви Єлисаветградського земського реального училища[недоступне посилання з травня 2019] на Офіційна вебсторінка художньо-меморіального музею О. О. Осмьоркіна в Кіровограді [Архівовано 9 лютого 2009 у Wayback Machine.]
3. ↑  там же[недоступне посилання з травня 2019]